# Katyń. Zbrodnia bez sądu i kary
Katyń. Zbrodnia bez sądu i kary (również: Sprawa mordu katyńskiego) – książka polskiego pisarza Józefa Mackiewicza poświęcona zbrodni katyńskiej, opublikowana po raz pierwszy w 1949 roku w Szwajcarii w języku niemieckim, następnie wydana w przekładach na wiele języków. Pierwsze wydanie książki w języku polskim ukazało się w Warszawie w 1997 roku.
Po odkryciu masowych grobów polskich oficerów zamordowanych w 1940 roku przez NKWD w Katyniu Józef Mackiewicz otrzymał zgodę polskiego podziemia na udział w delegacji Polskiego Czerwonego Krzyża udającej się na miejsce zbrodni. W 1945 roku, uciekając przed Armią Czerwoną, znalazł się we Włoszech, gdzie zaczął pisać książkę o zbrodni katyńskiej. Miała się ona ukazać w Wielkiej Brytanii, lecz wydawca, prawdopodobnie wskutek nacisków politycznych, przetopił gotowy skład drukarski i książka nie została opublikowana.
W 1947 roku Mackiewicz zamieszkał w Londynie i przekazał zachowaną przez siebie odbitkę korektorską książki do Szwajcarii, gdzie została przełożona na język niemiecki i w 1949 roku wydana w Zurychu pod tytułem Katyn – ungesühntes Verbrechen. Później ukazała się również w językach angielskim (The Katyn Wood Murders, 1951), francuskim, włoskim (Il Massacro della foresta di Katyn, 1954), hiszpańskim (Las Fosas de Katyn, 1957), portugalskim i rosyjskim (wydanie rosyjskie, zatytułowane Катынь, opublikowano w Kanadzie w 1988 roku). Przez wiele lat była jedyną książką o Katyniu w języku niemieckim, choć w samych Niemczech nie była oficjalnie rozpowszechniana – sprowadzały ją z zagranicy i kolportowały osoby prywatne.
Książka Józefa Mackiewicza odegrała dużą rolę w upowszechnianiu w krajach zachodnich prawdy o odpowiedzialności ZSRR za zbrodnię katyńską. W Polsce ukazała się po raz pierwszy w 1997 roku w „Zeszytach Katyńskich” w opracowaniu redakcyjnym Jacka Trznadla (jako 7 tom serii wydawniczej). Wydanie to składa się z dwóch tomów: pierwszy zawiera tekst książki, a drugi teksty publicystyczne Józefa Mackiewicza na tematy związane ze zbrodnią katyńską.
W 2009 roku książka Józefa Mackiewicza została opublikowana w Londynie w języku polskim pod tytułem „Sprawa mordu katyńskiego. Ta książka była pierwsza” jako 19 tom zbiorowego wydania dzieł pisarza.